# シティ・オブ・トウキョウ
シティ・オブ・トウキョウ（英: SS City of Tokio, SS City of Tokyo）は、1874年にジョン・ローチ&サンズがパシフィックメール汽船会社のために建造した、鋼鉄製の蒸気船である。シティ・オブ・トウキョウと姉妹船のシティ・オブ・ペキンは、建造当時、アメリカ合衆国で建造された最大の船で、イギリスの巨船グレート・イースタンに次ぐ世界で二番目に大きな船であった。
グレート・イースタン同様、パシフィックメール汽船の2隻の船の建造は造船会社を倒産させかねない予算の問題に悩まされたが、グレート・イースタンが商業的に失敗したのに対し、シティ・オブ・トウキョウは1885年に東京湾口で沈没するまで商業的な成功を満喫した。
シティ・オブ・トウキョウは、アメリカ合衆国への日本人移民第一世代である一世の人々を運んだ最初の船である。

## 建造
シティ・オブ・トウキョウとシティ・オブ・ペキンは、パシフィックメール汽船の極東における定期便のために議会から50万ドルの新規助成金を得て発注された。ジョン・ローチ&サンズ造船所が建造契約を結んだ後に、パシフィックメール汽船の2人の幹部が株式投資スキームの中で保有する現金を浪費し、国が残りの出資から手を引いた結果、会社は財政上の困難に直面した。
パシフィックメール汽船は、投資家のジェイ・グールドが秘密裏に株を安く手に入れることを目論んで議会に年間50万ドルの助成金を取り消すよう働きかけたことで、さらに苦境に陥った。パシフィックメール汽船は、すでに2隻の船の建造に100万ドル以上を投資していた造船会社のジョン・ローチ&サンズに対して、財政的な義務を果たすことができないと順を追ってほのめかしたが、ジョン・ローチ&サンズは債権者をつなぎ止めることができた。結局ジョン・ローチ&サンズはパシフィックメール汽船と契約の再交渉に応じ、パシフィックメール汽船の月々の支払義務を7万5000ドルから3万5000ドルに減額することになった。こうして1874年に2隻は進水した。

## 運行史

### 処女航海
姉妹船のシティ・オブ・ペキンは1875年2月の処女航海時、スクリューの羽根を失った上、5000本のリベットの打ち直しを要し、修理の総額は30万ドルに達した。同年4月にシティ・オブ・トウキョウが処女航海をおこなった際、やはりスクリューの羽根が欠損した。
結局この問題は、強度の弱い木製の甲板と不正な積載が組み合わさったためと診断された。その後、両船ともに、木製の甲板を鋼鉄製に取り替えられ、うらやまれるほどの信頼性の記録を打ち立てた。

### 航路と乗客、貨物
姉妹船のシティ・オブ・ペキン同様、シティ・オブ・トウキョウは極東の定期航路に限定して使用され、サンフランシスコ港から日本の横浜港および香港の間で運航された。両船は中国人、のちには日本人の移民をアメリカに運ぶとともに、アメリカの食料品や工業製品を輸出し、絹・茶・麻・香辛料それにアヘンを含む品々を輸入した。

#### グラント元大統領の世界旅行
1877年、アメリカ大統領を務めたユリシーズ・グラントは、退任後に世界旅行をおこない、少し前に終結した南北戦争の英雄としてどの寄港地でも歓迎を受け、大成功を収めた。
グラントは1877年5月17日に旅行の第一歩をアメリカンラインのペンシルバニア級客船であるインディアナで記した。彼は約2年半後の1879年9月20日にシティ・オブ・トウキョウに乗って、サンフランシスコに到着し、帰還した。
同時代の新聞記事は到着をこのように記している。

軍艦やヨットの群は湾内でシティ・オブ・トウキョウと遭遇し、煙が港を曇らせるまで祝砲が撃たれ、鐘が鳴らされ、工場のサイレンは甲高く吹鳴された。海峡を見下ろせるあらゆる場所は観衆で黒く染まった。

グラントが1879年12月12日に、2年半前の最初の出発地であるフィラデルフィアに戻るまで、群衆があらゆる駅で歓迎した。

#### イサベラ・バードの日本来航
イギリスの女性旅行家イザベラ・バードは、1878年（明治11年）4月に故国を出発後、 ニューヨーク - サンフランシスコ - 上海 - 日本のルートで、サンフランシスコから東京まで本船に乗船して5月20日東京湾に到着し、日本上陸後に各地を旅行した。

#### 日本人移民
1885年、「シティ・オブ・トウキョウ」は日本のハワイ官約移民第一陣を運んだ。「シティ・オブ・トウキョウ」は1月28日に長浦を出港し、2月8日にホノルルに到着した。この時ハワイに到着した移民の人数について『ハワイ日本人移民史』には944名（946名説もある）とあり、また同書収録の『官約日本人布哇渡航五十年記念誌』掲載の「第一回、第二回船乗船官約移民県別人数」では男子676人、女子159人、子供110人の計945人となっている。この移民は「シティ・オブ・トウキョウ」をチャーターして行われたものではなく定期便を利用したもので、この時は「シティ・オブ・トウキョウ」は臨時にホノルルに寄港した。航海中の食事には和食が出された。

### 沈没
シティ・オブ・トウキョウによるサービスは早すぎる終焉を迎えた。1885年6月24日の早い時間に、視界の悪い状況で、シティ・オブ・トウキョウは東京湾口で座礁した。当初船は再度浮上できるように見えたが、台風の襲来によりサルベージは不可能になり、嵐は修理を上回る損害を船に与えた。幸い、沈没前に全乗客といくつかの貨物は回収された。

### 洋書
- Ringwalt, John Luther (1888). Development of Transportation Systems in the United States: Comprising a Comprehensive Description of the Leading Features of Advancement, from the Colonial Era to the Present Time, in Water Channels, Roads, Turnpikes, Canals, Railways, Vessels, Vehicles, Cars and Locomotives (Reprint ed.)
- Coombs, Francis Lovell (1919). U. S. Grant. The Macmillan company
- Kuykendall, Ralph S (1967). The Kalakaua Dynasty, 1874–1893. The Hawaiian Kingdom. 3. University of Hawaii Press. ASIN 0870224336. ISBN 978-0-87022-433-1. NCID BA0447922X. OCLC 247721236
- Swann, Leonard Alexander Jr (August 1, 1980) [1965]. Ayer Publishing. ed. John Roach, Maritime Entrepreneur: the Years as Naval Contractor 1862–1886. United States Naval Institute. ASIN 0405130783. ISBN 978-0-405-13078-6. OCLC 988045359
- Tate, E. Mowbray (September 1, 1986). Transpacific Steam: The Story of Steam Navigation from the Pacific Coast of North America to the Far East and the Antipodes, 1867-–1941. Associated University Presses. ASIN 0845347926. ISBN 978-0-8453-4792-8. NCID BB00931505. OCLC 185998480
- Tyler, David B (1992) [1958]. The American Clyde: A History of Iron and Steel Shipbuilding on the Delaware from 1840 to World War I. University of Delaware Press. ISBN 978-0-87413-101-7. OCLC 948373555
- Coach, Marlene E. (February 23, 2004). America's Quiet Unknown Heroes. University Press of America. ASIN 0761827536. ISBN 978-0-7618-2753-5. OCLC 54532791
- Bolles, Albert S. (2006) [1878]. Oxford University. ed. Industrial History of the United States, from the Earliest Settlements to the Present Time. The H. Bill publishing company

### 和書
- 山田, 廸生『船にみる日本人移民史―笠戸丸からクルーズ客船へ』中央公論新社〈中公新書〉、1998年10月。ASIN 4121014413。ISBN 978-4121014412。 NCID BA38165437。OCLC 680437898。全国書誌番号:99050593。
- 金沢, 正脩『イザベラ・バード『日本奥地紀行』を歩く』JTBパブリッシング〈楽学ブックス―文学歴史〉、2009年12月15日。ASIN 4533076718。ISBN 978-4-533-07671-8。 NCID BB00789266。OCLC 676069304。全国書誌番号:21695655。
- ハワイ日本人移民史刊行委員会（編）『ハワイ日本人移民史』布哇日系人連合協会、1964年